# 宁延令
宁延令（？—），男，中华人民共和国政治人物，曾任中央第八巡视组副组长、组长。